# プラーター公園
プラーター公園（プラーターこうえん、Der Wiener Prater）は、オーストリア・ウィーンにある公園。ウィーンの森と並ぶ市民の憩いの森であるとともに、一角にある遊園地は行楽地・観光名所として人気を集めている。

## 概要
市内中心部の東隣に位置するウィーン2区にあり、広さは600ヘクタール。これはウィーン中心部にある公園では最大であり、2区のほとんどの面積を占めるほどである。「プラーター」という名前の由来には諸説あるが、ラテン語で「草原」を意味する単語 pratum から来たものだという説が最も広く信じられている。
クレムス東部からドブロジャまでのドナウ川下流域は、もともとは草原や森の間を小川が流れ池が点在している湿地帯的な地形であり、公園一帯はそのような趣きをよく残している。公園中央部を、ハウプトアレー (Hauptallee) と呼ばれる直線道路が北西から南東方向に4.5 kmにわたって伸びている。この道路は自動車の乗り入れが禁止されているため、ジョギングやサイクリングを楽しむ人が多い。毎年春に開催されるウィーンマラソンではコースの一部として使われる。
ハウプトアレーの北側にほぼ並行する形で、軌間381 mmのミニ鉄道「リリプットバーン」(Die Liliputbahn) があり、3.9 kmの路線を約20分かけて走っている。
1873年ウィーン万国博覧会はここで開催され、日本も参加した。2008年に開催されたUEFA欧州選手権2008に合わせて地下鉄U2線がプラーターに沿うルートで延伸され、プラーター近傍に3つの新駅が開業した。

## プラーター遊園地
プラーターの北西の一角にはプラーター遊園地 (Der Wurstelprater) がある。現地では、単に「プラーター」と言うときはこの遊園地のことを指す場合も多い。中心となるアトラクションは映画『第三の男』にも登場した大観覧車 (Wiener Riesenrad) であり、この他メリーゴーラウンド、ローラーコースター、ゴーカート、迷路やプラネタリウム、世界一である117 mの高さの回転ブランコ「スターフライヤー」（de:Praterturm）など、250に及ぶアトラクションがある。
営業は毎年3月から10月までの午前10時から午前1時となっている。ただし、これ以外の期間でも場内への入場は可能。遊園地自体は入場無料だが、アトラクションを利用する際はそれぞれにチケットの購入が必要となる。料金はアトラクションによって違い、1ユーロから10ユーロまでとなっている。また、シュヴァインシュテルツェとブドヴァイゼル・ブドヴァルビールが名物の「シュヴァイツァーハウス」(Das Schweizerhaus) を筆頭に、園内に数々のレストラン・食堂や屋台が出店しており、遊園地の営業期間外でも利用できる。

## 歴史
ドナウ川を北に臨む水郷地帯であるプラーターには比較的古い歴史があり、1162年にフリードリヒ1世がこの土地をデ・プラトという貴族に与えたという記録が残っている。のち1403年には "Pratter" という地名が使われるようになっている。もっともこれは、元々はドナウ川の小島のひとつを指していう名称であったが、その後次第に、この名前で呼ばれる地域が周辺へと広がっていった。この土地の持ち主は頻繁に変わったが、1560年、最終的にマクシミリアン2世が購入し、狩り場とした。ルドルフ2世は密猟者対策のため一帯を立ち入り禁止にしたが、1766年になり、ヨーゼフ2世が一般に開放したことでその禁は解かれた。これにより、カフェや商店の営業が認められ、プラーター遊園地開設の下地ともなった。この間もプラーターでは狩りが行なわれており、1920年まで続いていた。ヴォルフガング・アマデウス・モーツァルトは、1785年頃にカノン『プラーターへ行こう』(Gehn ma in'n Prada, K.558) を作曲し、「プラーターへ行こう、狩場へ行こう」で始まるウィーン訛りの下品な詞を付けている。
1873年、プラーターでウィーン万国博覧会が開催され、行楽地としてのプラーターの時代が本格的に始まる。1895年、北側の一角にテーマパーク「ウィーンのヴェネツィア」(Venedig in Wien) がオープン。その名の通りヴェネツィアを模したもので、世界初のテーマパークとも言われる。ヴェネツィア風の水路を引き、カフェやレストラン、売店などを作り、オペレッタの舞台も上演するなど、ウィーン市民の間で話題となった。このテーマパークはわずか6年しか続かなかったが、パークの一部として1897年に完成した大観覧車は、その後プラーター遊園地に引き継がれ、現在でもウィーンのシンボル的な存在のひとつとして市民や観光客に親しまれている。
1896年以降、新たな娯楽として登場した映画が人々の人気を集めるようになり、プラーターには短いフィルムを客に見せる見世物小屋がいくつも現れた。1910年頃には比較的長いサイレント映画が上映されるようになり、それら見世物小屋も劇場風の建物に変わっていった。1920年代のサイレント映画全盛期には、1,700から1,800人もの観客を集める映画館もあった。しかし、第二次世界大戦下の1945年に連合国軍の空襲を受けて壊滅的な打撃を受け、映画館街は衰退していった。最後に残った1軒も1984年に閉鎖され、プラーターから映画館は姿を消した。
その後も、1928年のリリプットバーン開業、プラーター競技場（Praterstadion, 現在のエルンスト・ハッペル・シュタディオン）や競馬場の建設、都市高速道路の開通などで、プラーターの開発が進んでいった。万国博覧会の跡地には、現在は見本市会場 "Das Messegelände" が建てられている。
公園内にあるプラーター博物館では、プラーターの歴史を概観する展示を見ることができる。

## 交通
- 地下鉄U1線および路面電車 Praterstern 駅下車
- Sバーン Wien Nord 駅下車
- バス